# Elizabeth Ryan
Elizabeth Montague Ryan (Anaheim, 8 febbraio 1892 – 6 luglio 1979) è stata una tennista statunitense.

## Biografia
Specialista nel doppio ha ottenuto risultati eccezionali in questa disciplina: diciassette Slam nel doppio femminile e nove nel doppio misto. Per anni fece squadra con la leggenda francese Suzanne Lenglen e in coppia vinsero un totale di quaranta tornei senza mai venire sconfitte.
Detiene il record di successi nel doppio femminile a Wimbledon con dodici titoli in tredici finali, la prima nel 1914 con Agnes Morton dopo la pausa per la prima guerra mondiale insieme alla francese Suzanne Lenglen vinse tutte le edizioni dal 1919 al 1923, e poi quella disputata nel 1925. In seguito cambiò partner, nel 1926 con Mary Browne, nel 1927 e 1930 con Helen Wills e infine nel biennio 1933-34 con Simonne Mathieu.
Nel singolare non ottenne gli stessi successi; raggiunse tre finali Slam uscendone sempre sconfitta. Vinse comunque nel 1933 le Internazionali d'Italia battendo in finale Ida Adamoff con il punteggio di 6-1, 6-1.

## Statistiche

### Finali nei tornei dello Slam

#### Singolare

##### Finali perse (3)
| Anno | Torneo                          | Avversaria in finale | Risultato     |
| 1921 | Torneo di Wimbledon, Londra     | Suzanne Lenglen      | 2–6, 0–6      |
| 1926 | U.S. Championships, New York    | Molla Mallory        | 6–4, 4–6, 7–9 |
| 1930 | Torneo di Wimbledon, Londra (2) | Helen Wills          | 2–6, 2–6      |

#### Doppio

##### Vittorie (17)
| Anno | Torneo                                | Compagna        | Avversarie in finale                              | Risultato       |
| 1914 | Torneo di Wimbledon, Londra           | Agnes Morton    | Edith Hannam Ethel Thomson Larcombe               | 6–1, 6–3        |
| 1919 | Torneo di Wimbledon, Londra (2)       | Suzanne Lenglen | Dorothea Douglass Chambers Ethel Thomson Larcombe | 4–6, 7–5, 6–3   |
| 1920 | Torneo di Wimbledon, Londra (3)       | Suzanne Lenglen | Dorothea Douglass Chambers Ethel Thomson Larcombe | 6–4, 6–0        |
| 1921 | Torneo di Wimbledon, Londra (4)       | Suzanne Lenglen | Geraldine Beamish Irene Bowder Peacock            | 6–1, 6–2        |
| 1922 | Torneo di Wimbledon, Londra (5)       | Suzanne Lenglen | Kathleen McKane Godfree Margaret McKane Stocks    | 6–0, 6–4        |
| 1923 | Torneo di Wimbledon, Londra (6)       | Suzanne Lenglen | Joan Austin Evelyn Colyer                         | 6–3, 6–1        |
| 1925 | Torneo di Wimbledon, Londra (7)       | Suzanne Lenglen | Kathleen Lidderdale Mary McIlquham                | 6–2, 6–2        |
| 1926 | Torneo di Wimbledon, Londra (8)       | Mary Browne     | Evelyn Colyer Kathleen McKane Godfree             | 6–1, 6–1        |
| 1926 | U.S. National Championships, New York | Eleanor Goss    | Mary Browne Charlotte Hosmer Chapin               | 3–6, 6–4, 12–10 |
| 1927 | Torneo di Wimbledon, Londra (9)       | Helen Wills     | Bobbie Heine Irene Bowder Peacock                 | 6–3, 6–2        |
| 1930 | Internazionali di Francia, Parigi     | Helen Wills     | Simone Barbier Simonne Mathieu                    | 6–3, 6–1        |
| 1930 | Torneo di Wimbledon, Londra (10)      | Helen Wills     | Edith Cross Sarah Palfrey                         | 6–2, 9–7        |
| 1932 | Internazionali di Francia, Parigi (2) | Helen Wills     | Eileen Bennett Whittingstall Betty Nuthall        | 6–1, 6–3        |
| 1933 | Internazionali di Francia, Parigi (3) | Simonne Mathieu | Sylvie Jung Henrotin Colette Rosambert            | 6–1, 6–3        |
| 1933 | Torneo di Wimbledon, Londra (11)      | Simonne Mathieu | Freda James Billie Yorke                          | 6–2, 9–11, 6–4  |
| 1934 | Internazionali di Francia, Parigi (4) | Simonne Mathieu | Helen Jacobs Sarah Palfrey                        | 3–6, 6–4, 6–2   |
| 1934 | Torneo di Wimbledon, Londra (12)      | Simonne Mathieu | Dorothy Andrus Sylvie Jung Henrotin               | 6–3, 6–3        |

##### Finali perse (4)
| Anno | Torneo                                    | Compagna     | Avversarie in finale                       | Risultato |
| 1925 | U.S. National Championships, New York     | May Sutton   | Mary Browne Helen Wills                    | 4–6, 3–6  |
| 1931 | Internazionali di Francia, Parigi         | Cilly Aussem | Eileen Bennett Whittingstall Betty Nuthall | 7–9, 2–6  |
| 1932 | Torneo di Wimbledon, Londra               | Helen Jacobs | Doris Metaxa Josane Sigart                 | 4–6, 3–6  |
| 1933 | U.S. National Championships, New York (2) | Helen Wills  | Freda James Betty Nuthall                  | Walkover  |

#### Doppio misto

##### Vittorie (9)
| Anno | Torneo                                    | Compagno        | Avversari in finale                    | Risultato |
| 1919 | Torneo di Wimbledon, Londra               | Randolph Lycett | Dorothea Chambers Albert Prebble       | 6–0, 6–0  |
| 1921 | Torneo di Wimbledon, Londra (2)           | Randolph Lycett | Phyllis Howkins Max Woosnam            | 6–3, 6–1  |
| 1923 | Torneo di Wimbledon, Londra (3)           | Randolph Lycett | Dorothy Shepherd-Barron Lewis Deane    | 6–4, 7–5  |
| 1926 | U.S. National Championships, New York     | Jean Borotra    | Hazel Hotchkiss Wightman René Lacoste  | 6–4, 7–5  |
| 1927 | Torneo di Wimbledon, Londra (4)           | Frank Hunter    | Kathleen McKane Godfree Leslie Godfree | 8–6, 6–0  |
| 1928 | Torneo di Wimbledon, Londra (5)           | Patrick Spence  | Daphne Akhurst Jack Crawford           | 7–5, 6–4  |
| 1930 | Torneo di Wimbledon, Londra (6)           | Jack Crawford   | Hilde Krahwinkel Daniel Prenn          | 6–1, 6–3  |
| 1932 | Torneo di Wimbledon, Londra (7)           | Enrique Maier   | Josane Sigart Harry Hopman             | 7–5, 6–2  |
| 1933 | U.S. National Championships, New York (2) | Ellsworth Vines | Sarah Palfrey George Lott              | 11–9, 6–1 |

##### Finali perse (5)
| Anno | Torneo                                | Compagno            | Avversari in finale              | Risultato       |
| 1920 | Torneo di Wimbledon, Londra           | Randolph Lycett     | Suzanne Lenglen Gerald Patterson | 5–7, 3–6        |
| 1922 | Torneo di Wimbledon, Londra (2)       | Randolph Lycett     | Suzanne Lenglen Pat O'Hara Wood  | 4–6, 3–6        |
| 1925 | Torneo di Wimbledon, Londra (3)       | Umberto de Morpurgo | Suzanne Lenglen Jean Borotra     | 3–6, 3–6        |
| 1934 | Internazionali di Francia, Parigi     | Adrian Quist        | Colette Rosambert Jean Borotra   | 2–6, 4–6        |
| 1934 | U.S. National Championships, New York | Lester Stoefen      | Helen Jacobs George Lott         | 6–4, 11–13, 2–6 |